# Francisco Rodríguez (Politiker)
Francisco Rodríguez (* 24. November 1938 in der Provinz Herrera) war der 42. Staatspräsident von Panama.
Rodríguez übernahm am 1. September 1989 als Nachfolger von Manuel Solís Palma das Amt als Staatspräsident von Panama bis zum 20. Dezember 1989. Er gehörte wie sein Vorgänger dem Partido Revolucionario Democrático an. Er war der letzte der sogenannten „Kleenex-Präsidenten“, welche gegenüber dem de-facto-Herrscher Panamas, Manuel Noriega, kaum relevante Macht hatten und meist nach wenigen Jahren abgelöst wurden.
Im Zuge der US-Invasion in Panama trat Rodríguez zurück.
Sein Nachfolger wurde Guillermo Endara Galimany.